# Wahlwies

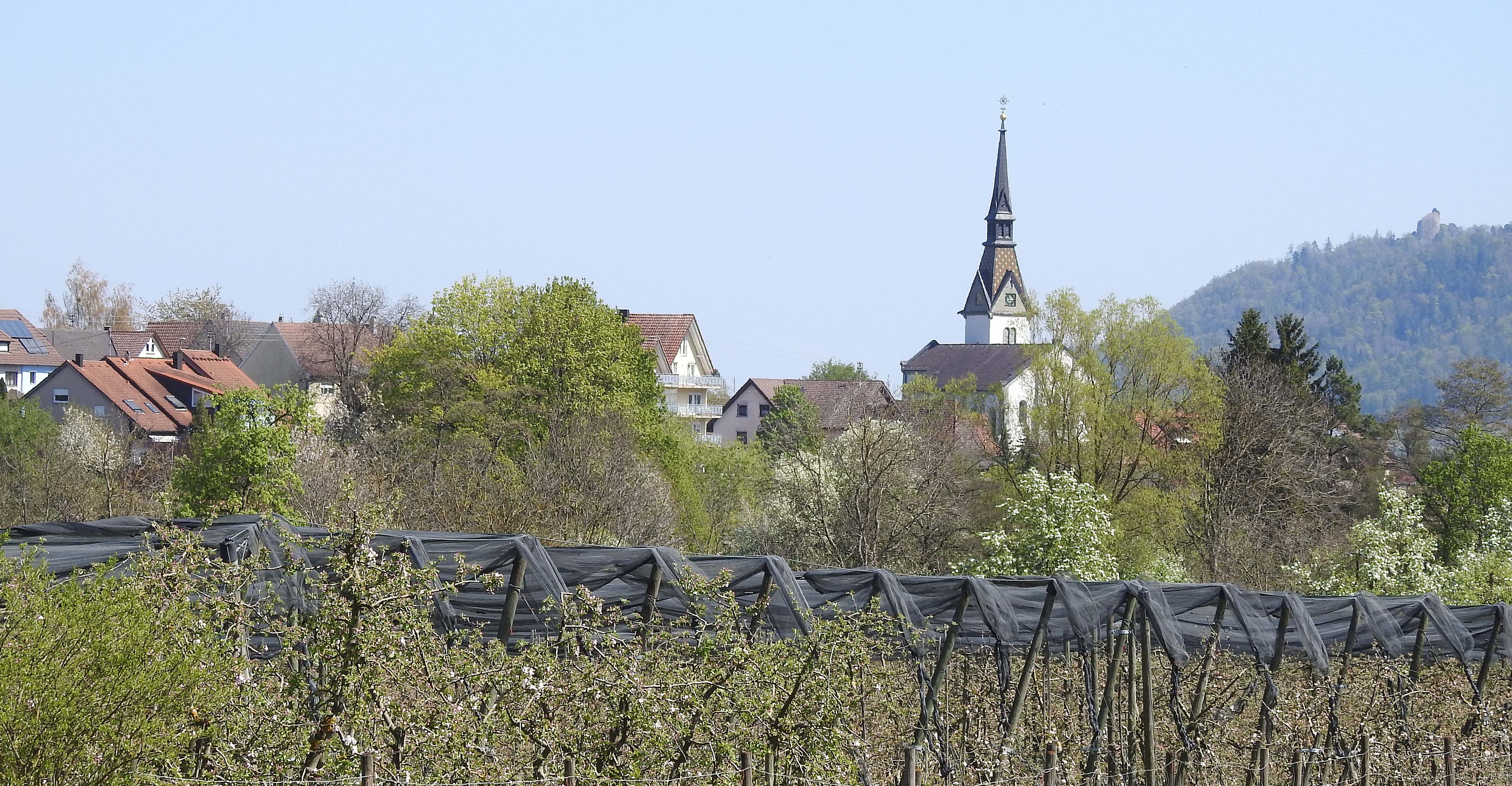
Wahlwies von Westen

Wahlwies ist ein Stadtteil von Stockach im baden-württembergischen Landkreis Konstanz in Deutschland.

## Geographie

### Lage
Die ehemals selbständige Gemeinde Wahlwies liegt rund fünfeinhalb Kilometer südwestlich der Stockacher Stadtmitte. Durch den Ort fließt die Stockacher Aach, der hier der Krebsbach zufließt, dem Bodensee zu, im Westen erhebt sich der bis zu 634,8 m ü. NHN hohe Roßberg.

### Nachbarorte
Nordöstlich von Wahlwies liegt der Hauptort Stockach, östlich der Stadtteil Espasingen, im Süden der Radolfzeller Stadtteil Stahringen, im Südwesten die Gemeinde Steißlingen und im Nordwesten die Gemeinde Orsingen-Nenzingen.

### Schutzgebiete
In Wahlwies sind das FFH-Gebiet Westlicher Hegau (Schutzgebiet-Nummer DE-8218-341), das Naturschutzgebiet Schanderied (3.117), das Landschaftsschutzgebiet Schanderied (3.35.013) sowie diverse Biotope ausgewiesen.

## Geschichte

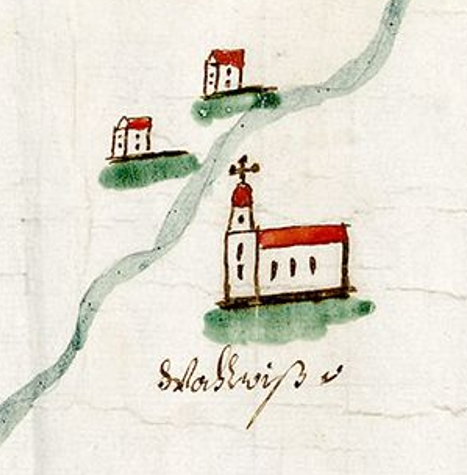
Wahlwies in einer Karte aus der Mitte des 18. Jahrhunderts

Die ältesten Nachweise einer Besiedlung des Gebiets in Wahlwies sind neolithische Funde aus dem dritten Jahrtausend vor Christus: Im Bogental, nördlich der heutigen Ortsmitte, wurden bei Grabungen Anfang des 20. Jahrhunderts zehn Grabhügel untersucht und ein menschliches Skelett mit Beigaben (Armschutzplatte und Glockenbecher) entdeckt.
Zwischen 1926 und 1953 wurden nordöstlich des alten Dorfkerns von Wahlwies im Gewann Hafenäcker mehrere Gräber der Urnenfelder- und Hallstattzeit entdeckt.
In den Jahren 2006 bis 2009 wurden Fundamente eines römischen Gebäudes, wahrscheinlich ein römischer Gutshof, freigelegt und untersucht: Es handelt sich bei den freigelegten Zweischalenmauern um das etwa einen Meter breite und einen Meter tief gegründete Fundament eines rund 16,5 m langen und 13,8 m breiten Gebäudes. Neben Stücken von Leistenziegeln konnten auch wenige Keramikscherben geborgen werden. Der Fund einer Bronzemünze mit dem vermutlichen Porträt des römischen Kaisers Marc Aurel (161–180 n. Chr.) erlaubt die Annahme, dass das Haus im Laufe des zweiten nachchristlichen Jahrhunderts errichtet wurde.
Wahlwies wurde nach der Unterwerfung Alemanniens durch die Franken um die Mitte des 8. Jahrhunderts von fränkischen Kolonisten gegründet.
Die erste Nennung erfolgte in einer am 21. April 839 in Bodman durch Ludwig den Frommen (778–840) abgefassten Urkunde als Walahwis. Aus dieser Urkunde ist ersichtlich, dass der Ort aus fränkischem Besitz an die Reichenau kam.
915 kämpften bei Wahlwies die schwäbischen Grafen Erchanger und Berthold gegen die Anhänger König Konrads I. um die Wiederherstellung des schwäbischen Herzogtums.
Wahlwies war alemannischer Herzogsbesitz, später im Besitz zahlreicher Adelsfamilien sowie der Klöster St. Georgen im Schwarzwald und St. Blasien. In Wahlwies wurden Landtage des schwäbischen Herzogs abgehalten. Vielleicht örtlicher Niederadel im 13./14. Jahrhundert Niedergerichtsherrschaft seit dem 15. Jahrhundert in Händen der Herren von Bodman, vorher der Herren von Homburg. Steuerte zur Ritterschaft, den Blutbann hatten die von Bodman als nellenburgisches Lehen und Nellenburg selbst je zur Hälfte.
1806 kam Wahlwies an das Königreich Württemberg, 1810 zum Großherzogtum Baden.
Am 1. Januar 1975 wurde Wahlwies nach Stockach eingemeindet. Mit 2160 Einwohnern ist Wahlwies heute der größte Stadtteil Stockachs.

### Ortsname
Der Ortsname ist nicht sicher zu deuten, eventuell eine Ableitung vom althochdeutschen walah = Romane, Welscher; 839 „Vvalahvis“, 946 „Vvalavvis“, 1247 „Walewis“.

## Wappen
| Wappen der ehemaligen Gemeinde Wahlwies | Blasonierung: „Unter goldenem (gelbem) Schildhaupt, darin eine liegende fünfendige blaue Hirschstange, gespalten, vorne in Rot zwei schräggekreuzte goldene Schwerter, hinten in Silber drei sinkende grüne Lindenblätter.“ |
| Wappen der ehemaligen Gemeinde Wahlwies | Wappenbegründung: Die Hirschstange symbolisiert die frühere Zugehörigkeit des Ortes Wahlwies zur Grafschaft Nellenburg, die zwei gekreuzten Schwerter weisen auf die Schlacht bei Wahlwies im Jahr 915 hin, und die drei Lindenblätter sind dem Stammwappen der Grafen von Bodman-Möggingen, über Jahrhunderte Grundherren in Wahlwies, entnommen. |

## Wirtschaft und Infrastruktur

### Soziale Einrichtungen

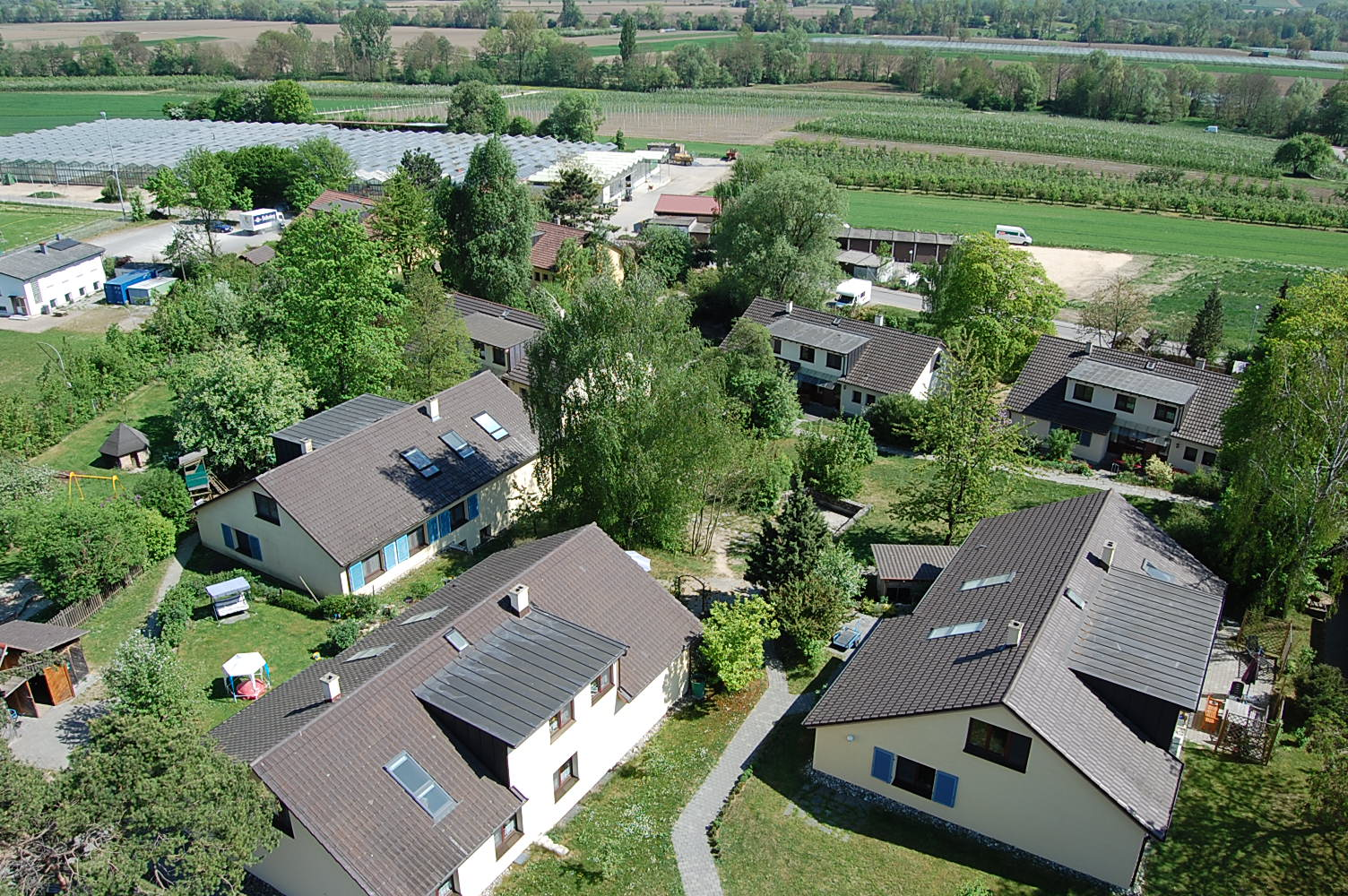
Luftaufnahme des Pestalozzi Kinder- und Jugenddorfs

Das 1947 gegründete und nach Johann Heinrich Pestalozzi benannte Pestalozzi Kinder- und Jugenddorf in Wahlwies, das älteste Kinderdorf Deutschlands, ist ein pädagogisch gestalteter Lebensort für Kinder und Jugendliche. Die Einrichtung der Kinder- und Jugendhilfe soll allgemein günstige Lebens- und Entwicklungsbedingungen schaffen und helfen, die Folgen individueller und/oder sozialer Probleme der betreuten Kinder und Jugendlichen zu bearbeiten, zu bewältigen und zu überwinden.

### Bildungseinrichtungen
Neben einer Grundschule und einer freien Waldorfschule sind in der Dr.-Erich-Fischer-Schule des Pestalozzi-Kinderdorfs zwei Schultypen zu Hause: die staatlich anerkannte Schule für Erziehungshilfe (SfE) mit den Bildungsgängen Grund-, Haupt- und Förderschule sowie die Einjährige Sonderberufsfachschule.

### Postwesen
Stockach war schon im 16. Jahrhundert eine bedeutende Poststation. Über Jahrhunderte liefen hier große, zwischenstaatliche Reiter- und Postkurse der Strecken Ulm-Basel, Stuttgart-Zürich und Wien-Paris zusammen. 1845 zählte die hiesige Posthalterei noch 60 Pferde.
Privatpersonen mussten vor 1821 ihre Post auf der Stockacher Postanstalt selbst abgeben. Dann entstand durch die Einrichtung einer Amtsbotenanstalt die Möglichkeit, dass Privatpersonen ihre Post einem Amtsboten übergeben konnten. Dieser brachte die Post anfangs zweimal, später dreimal wöchentlich zur Stockacher Postexpedition. In den 1850er Jahren wurde die Amtbotenanstalt aufgrund stetig zunehmendem Schriftverkehr aufgehoben, ihre Dienste der Post übertragen und zum 1. Mai 1859 die Landpostanstalt ins Leben gerufen. Im Amtsbezirk Stockach wurde unter anderem folgender Botenbezirk eingerichtet:
- Botenbezirk No. III, Montag bis Samstag: Espasingen–Bodman–Stahringen–Wahlwies–Orsingen–Nenzingen–Rißtorf–Stockach

Poststücke, die in die jeweilige Brieflade vor Ort eingeworfen worden waren, wurden vor der Weiterleitung vom Postboten mit einem Uhrradstempel, in Wahlwies mit der 21., versehen.
Am 21. Mai 1985 erteilten die Philatelisten-Vereine der Wahlwieser Poststelle die Berechtigung sich Philatelistisches Postamt zu nennen.

### Verkehr

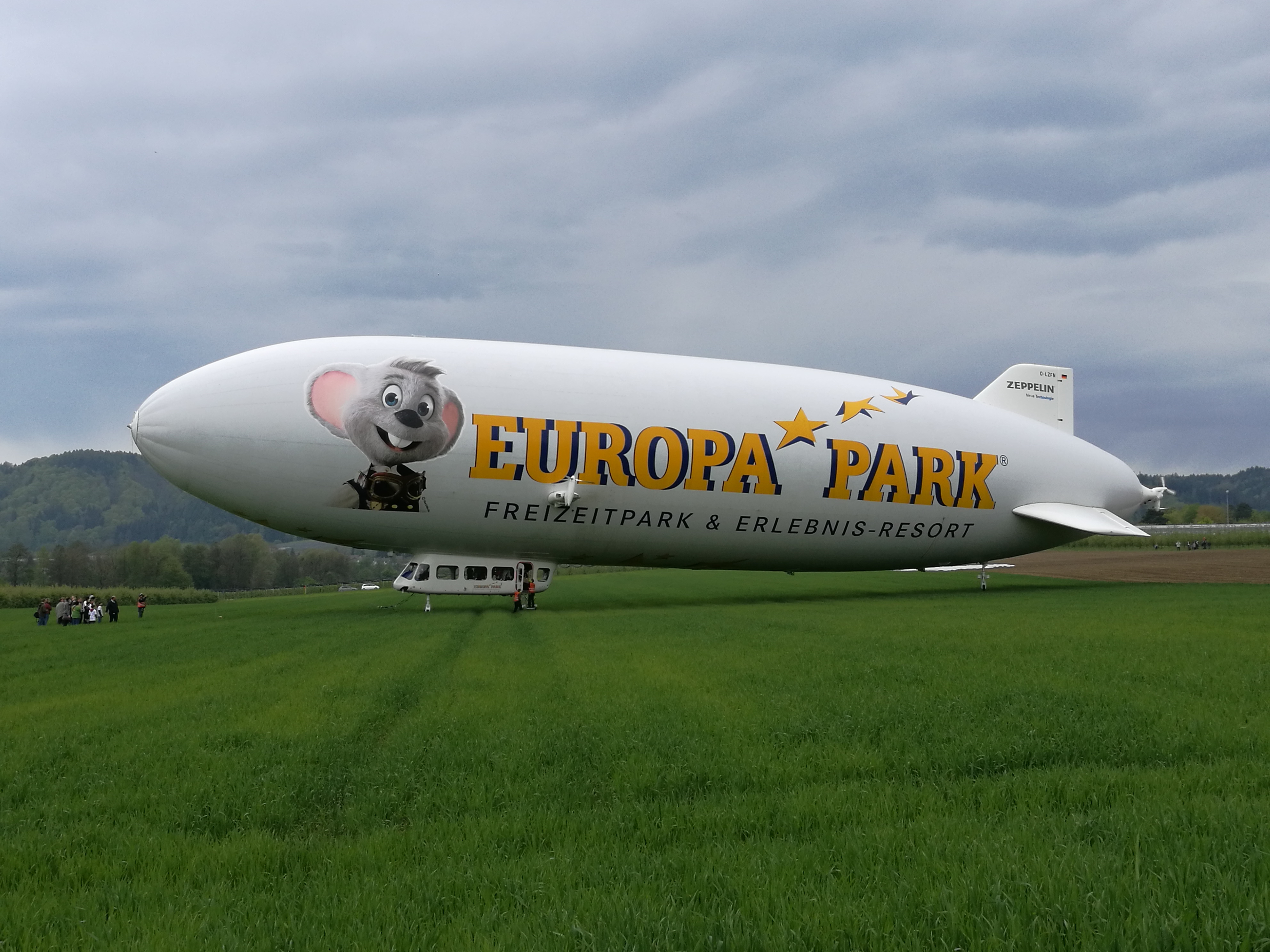
Zeppelin NT in Wahlwies (2017)

Wahlwies liegt etwa zweieinhalb Kilometer südwestlich des Kreuzungsbereichs der Bundesautobahn 98/Anschlussstelle Stockach-West (Autobahnkreuz Hegau → Überlingen) mit der Bundesstraße 313 (Plochingen → Espasingen). Durch Wahlwies verlaufen die Kreisstraßen 6117 (Orsinger-/Stahringer Straße), 6118 (Espasinger Straße) und 6165 (Leonhardstraße).
Südlich von Wahlwies liegt der Flugplatz Radolfzell-Stahringen. Der Sonderlandeplatz ist für Segelflugzeuge, Motorsegler, Ultraleichtflugzeuge und Motorflugzeuge mit einem zulässigen Höchstabfluggewicht von bis zu zwei Tonnen zugelassen.

#### Öffentlicher Personennahverkehr
Durch seinen Haltepunkt an der Bahnstrecke Radolfzell–Mengen, auf der das sogenannte seehäsle zwischen Stockach und Radolfzell verkehrt, ist Wahlwies an das Eisenbahnnetz angeschlossen. Der Fracht- und Güterverkehr war bereits Mitte Mai 1961 durch einen Beschluss der Deutschen Bundesbahn eingestellt worden.
Die Linien 106, 400 und 401 (vormals 7363 und 7369) des Verkehrsverbundes Hegau-Bodensee bieten von mehreren Haltestellen in Wahlwies Busverbindungen nach Bodman-Ludwigshafen, Eigeltingen, Singen und Stockach.

#### Wanderwege
Neben einigen (über)regional ausgewiesenen Wanderwegen durch Wahlwies ist der Ort auch Station des Wegs der Revolutionäre, der den Heckerzug der Revolutionäre von 1848/49 nachzieht. Informationstafeln an der Gedenkstätte und am Gasthaus Zum Adler erinnern an den Wahlwieser Arzt und Revolutionär Dr. Johann Gegauf sowie den Treffpunkt der Revolutionäre in Wahlwies.

### Pegel Wahlwies / Stockacher Aach
Oberhalb der Leonhardstraße, bei Flusskilometer 8,482, befindet sich der Pegel Wahlwies / Stockacher Aach der Hochwasser-Vorhersage-Zentrale Baden-Württemberg und der Landesanstalt für Umwelt, Messungen und Naturschutz Baden-Württemberg (LUBW); Betreiber ist das Regierungspräsidium Freiburg, die Pegelnullpunkthöhe liegt bei 417,88 m ü. NHN.
Statistische Werte
| Stand / Abfluss                                            | m    | m³/s |
| Niedrigster Abfluss der Jahre 1987–2003; 10. November 1987 |      | 0,03 |
| Mittelwert niedrigster jährlicher Abfluss                  |      | 0,45 |
| Mittelwert Abfluss                                         |      | 1,28 |
| Historischer Höchststand; 19. Mai 1994                     | 1,70 |      |

## Kultur und Sehenswürdigkeiten

### Sehenswürdigkeiten
- Die katholische Kirche St. Germanus und Vedastus wurde um 1882 erbaut.
- Die nach 1400 erbaute St. Leonhard-Kapelle ist das älteste Gebäude in Wahlwies.
- Die evangelische Johanneskirche wurde 1955 geweiht und 1994 grundlegend renoviert.
- Burg Wahlwies

## Persönlichkeiten
- Richard Stocker (1832–1918), in Wahlwies geboren, war ein „Großherzoglicher Verwaltungsbeamter“ in Waldshut und berühmter Tenor (genannt der „Hegausänger“) seiner Zeit
- Karl Friedrich Fritz I. Gegauf (1860–1926), in Wahlwies geboren, erfand und baute die erste Hohlsaum-Nähmaschine der Welt und legte damit den Grundstein für die Bernina Nähmaschinenfabrik
- Erich Fischer (1887–1977), gründete 1947 das Pestalozzi Kinder- und Jugenddorf in Wahlwies